# Oleksandr Svitlichni
Oleksandr Svitlichni (Ucrania, 23 de agosto de 1972) es un gimnasta artístico ucraniano, subcampeón olímpico en 2000 en el concurso por equipos.

## 2000
En los JJ. OO. de Sídney (Australia) consigue la medalla de plata en la competición por equipos, tras China (oro) y por delante de Rusia (bronce), siendo sus compañeros de equipo: Alexander Beresh, Valeri Goncharov, Ruslan Mezentsev, Valeri Pereshkura y Roman Zozulya.